# Santiago Llanta y Guerin
Santiago Llanta y Guerin (París, segle xix, fl. 1866-1872), nom pel qual és més conegut Jacques Llanta, va ser un litògraf francès, que va treballar especialment a Madrid. Fill del també litògraf Jacques François Gaudérique Llanta, va ser alumne de l'Acadèmia de Belles Arts de França, va tenir el seu millor període artístic entre 1866 i 1872. La seva presència a Espanya, concretament a Madrid, és a partir de 1866, quan participa en l'Exposició Nacional de Belles Arts, on va presentar els retrats litogràfics de Juan Eugenio Hartzenbusch i Adelardo López de Ayala. Treballa a la capital espanyola fins a 1868. Es coneixen altres obres d'aquest artista, com el cap de Jesucrist que acompanya un poema de Velázquez Arroyo, així com nombrosos retrats a obres biogràfiques de l'època, que li van donar prestigi i importància en la seva professió.